# Georges Fragerolle
Georges Fragerolle est un musicien et compositeur français, né le 11 mars 1854 à Paris et mort le 19 février 1920 à Asnières.

## Biographie
Fils de riches commerçants, Georges Fragerolle (de son nom complet Auguste Georges Prosper Fragerolle) fait des  études littéraires  au collège Rollin, puis il passe ensuite sa licence en droit. Contre l’avis de ses parents il essaie de se consacrer à l’art lyrique mais échoue au concours du Conservatoire d'art dramatique de Paris.
Il débute aux côtés du groupe des Hydropathes. Il publie le 12 mai 1880 un article sur Le Fumisme.
Le « fumisme » est un système de canulars élaborés utilisé pour démasquer les hypocrites et dégonfler les pompeux.
Elle était souvent pratiquée par les Hydropathes. Selon Fragerolle, le « fumisme »

« l'esprit est à l'esprit ce que l'opérette est à l'opéra-bouffe, la caricature au dessin humoristique, le pruneau au ricin. Pour être un esprit, il suffit parfois d'être un âne dans une peau de lion ; pour être un bon fumiste, il faut souvent être un lion dans une peau d'âne. Dans le premier cas, l'effet est direct, dans le second il est une fois, deux fois, souvent dix fois réfléchi. »

Le manifeste fumiste, écrit par Fragerolle, contenait la thèse principale, qui pourrait être considérée comme la devise de ce mouvement : « Les arts doivent devenir fumistes <se transformer en fumée, ou ils n'existeront pas »:XVIII.
Il devient par la suite le pianiste attitré du Chat noir avec Satie. Il a composé la plupart des musiques et poèmes des pièces du théâtre d'ombres qu’il interprétait avec une voix de baryton, entre autres aux côtés du peintre et scénographe Henri Rivière à partir de 1887. Il était, selon Émile Goudeau, « le maestro du Chat noir et des Hydropathes ».
Il a mis en musique Si vous voulez Madame d'Émile Goudeau.
Ses œuvres étaient publiées aux éditions musicales Enoch, qui réalisait également le matériel d'ombres.

## Œuvres
- L'Aigle, épopée napoléonienne, en 12 chants, 22 tableaux et 11 défilés, poème et musique de Georges Fragerolle, dessins de Courboin.
- Le Roi des gueux, pièce Moyen Âge en 12 chants, poème et musique de Georges Fragerolle, dessins de Courboin.
- La Coupe de Gyptis, Épopée historique en 8 chants, poème de Desveaux-Vérité, musique de Georges Fragerolle, dessins de H. Callot.
- Marquise, fantaisie historique en 5 chants, 5 tableaux et 5 défilés, poème et musique de Georges Fragerolle, dessins de Henri Boureau.
- La Colère d'Hérode, sujet sur la nativité en 8 chants, 10 tableaux, et 8 défilés, poème et musique de Georges Fragerolle, dessins de H. Callot.
- Les Martyrs, en 8 chants, 12 tableaux et 5 défilés, musique de Georges Fragerolle, dessins d'Amédée Vignola.
- L'Épopée chrétienne, en 12 chants, musique de Georges Fragerolle, dessins d'Amédée Vignola.
- Le Sphinx 1896 épopée lyrique en seize tableaux, poème et musique de Georges Fragerolle Ombres et décors Amédée Vignola, Le Sphinx en ligne sur Gallica
- L’Enfant prodigue  parabole biblique en 7 tableaux de Georges Fragerolle, dessins d'Henri Rivière. 1895
- La Pierre qui chante, pièce d'ombres en 10 tableaux pour voix et piano, poème et musique de Georges Fragerolle, dessins de Louis Martin (1905/19011), La Pierre qui chante, lire en ligne sur Gallica
- La Marche à l’Étoile Mystère  en un acte et dix tableaux de M. Henri Rivière, musique de M. Georges Fragerolle, La Marche à l’Étoile en ligne sur Gallica
- Le Juif -Errant, Légende en 8 tableaux  de M. Henri Rivière , musique de M. Georges Fragerolle
- La Tentation de Saint-Antoine : féerie à grand spectacle en 2 actes et 40 tableaux par Henri Rivière ; représentée pour la première fois sur le théâtre du chat noir le 28 décembre 1887 ; musique nouvelle et arrangée de MM. Albert Tinchant et Georges Fragerolle, visible sur Gallica
- Clairs de lune féerie en 6 tableaux, poème et musique de Georges Fragerolle, dessins d'Henri Rivière
- Le Chemin de croix, oratorio en 15 tableaux, scénario, dessins et projections de P. Lamouche, poème et musique de Georges Fragerolle.
- Malborough s'en va-t'en Guerre! fantaisie héroïque en 10 tableaux, poème et musique de Georges Fragerolle, ombres de Courboin
- Jeanne d'Arc. Épopée en quinze tableaux, musique de Georges Fragerolle et Desveaux-Vérité, dessins d'Henri Callot
- Le Rêve de Joël, pièce en 11 tableaux, de Georges Fragerolle, ombres de Louis Bombled, représentée pour la première fois au Lion d'Or et reprise au Chat Noir, en ligne sur Gallica
- Légende du Canada, épopée lyrique en ombres animées de Georges Fragerolle
- L'Enfant-Dieu - Recueil de vieux Noëls des pays de Champagne et de Lorraine restitués et mis en musique par Georges Fragerolle
- Lourdes. Poème de Georges Fragerolle et Desveaux-Vérité
- Paris, sa gloire et ses rayons, ombres de Henri Callot, poème de Desveaux-Vérité ; musique de Georges Fragerolleen ligne sur Gallica
- Noël bressan Gabriel Vicaire et Georges Fragerolle
- Chansons des soldats de France  Poésies et dessins de G. Tiret-Bognet
- Chansons de Paris, Musique de Georges Fragerolle. Dessins d'Eugène Belville. Textes de Jean-Paul Elhem ; Lire en ligne
- Speranza ! Chanson napolitaine, poésie de Desveaux-Vérité, musique de Georges Fragerolle, 1908, Lire en ligne
- Sur le Nil ! Chanson égyptienne, poésie et musique de Georges Fragerolle ; Lire en ligne

## Source
- James Martin Harding, Contours of the Theatrical Avant-Garde: Performance and Textuality, University of Michigan Press, 2000 (ISBN 978-0-472-06727-5, lire en ligne)